# Volné potápění

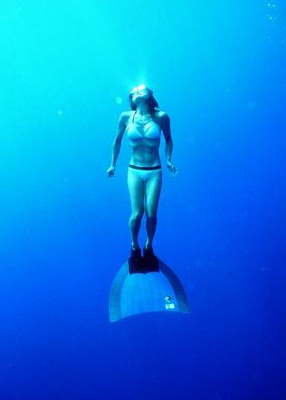
Freediver s monoploutví

Volné potápění (anglicky freediving, free-diving, apnea diving), dalším českým názvem je nádechové potápění, odvozeno z „ponor na jeden nádech“) je potápění bez dýchacího přístroje, tedy jen se zásobou vzduchu v plicích, kterou má potápěč z nadýchnutí se nad hladinou vody.
Volné potápění se řadí mezi vodní sporty.

## Soutěžní volné potápění
Soutěžní volné potápění se obecně rozděluje na disciplíny, v nichž bylo dosaženo následujících rekordů:

### Statická apnoe (STA)
Je výdrž v klidovém stavu na jeden nádech, kdy plavec splývá na hladině obličejem otočeným ke dnu. Nejčastěji se provozuje v bazénu.
- Stephane Mifsud, Hyeres, Francie 2009-06-08, 11 min 35 sec
- Gabriela Grézlová, Mulhouse, Francie 2015-07-30 8 min 33 sec

### Dynamická apnoe (DYN, DNF)

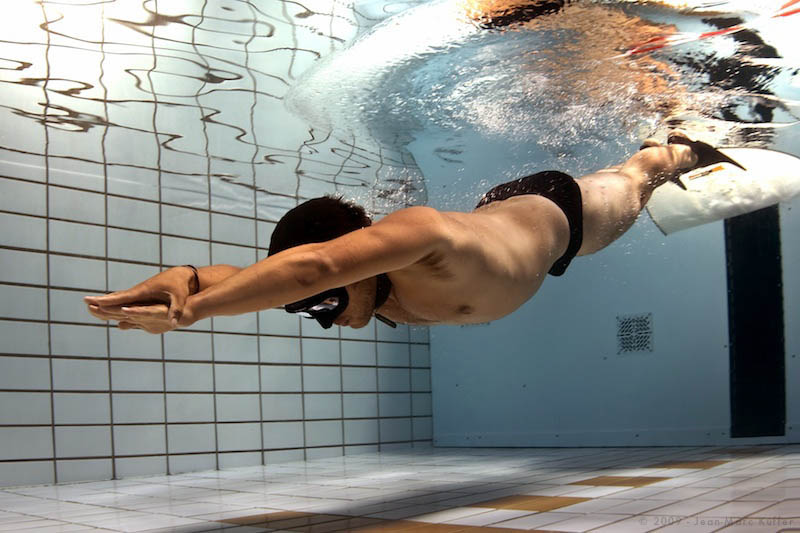
Dynamická apnea s ploutvemi

Je plavání pod vodou na jeden nádech a měří se při ní vzdálenost. Dělí se na další dvě kategorie
- s ploutvemi (DYN)
  - Dave Mullins, Wellington, Nový Zéland, 2010-09-02, 273 m
  - Natalia Molchanova, Moskva, Rusko 2010-04-25, 225 m
- bez ploutví (DNF)
  - Dave Mullins, Naenae & Porirua, Nový Zéland, 2010-09-27, 218 m
  - Natalia Molchanova, Aarhus, Dánsko, 2009-08-20, 160 m

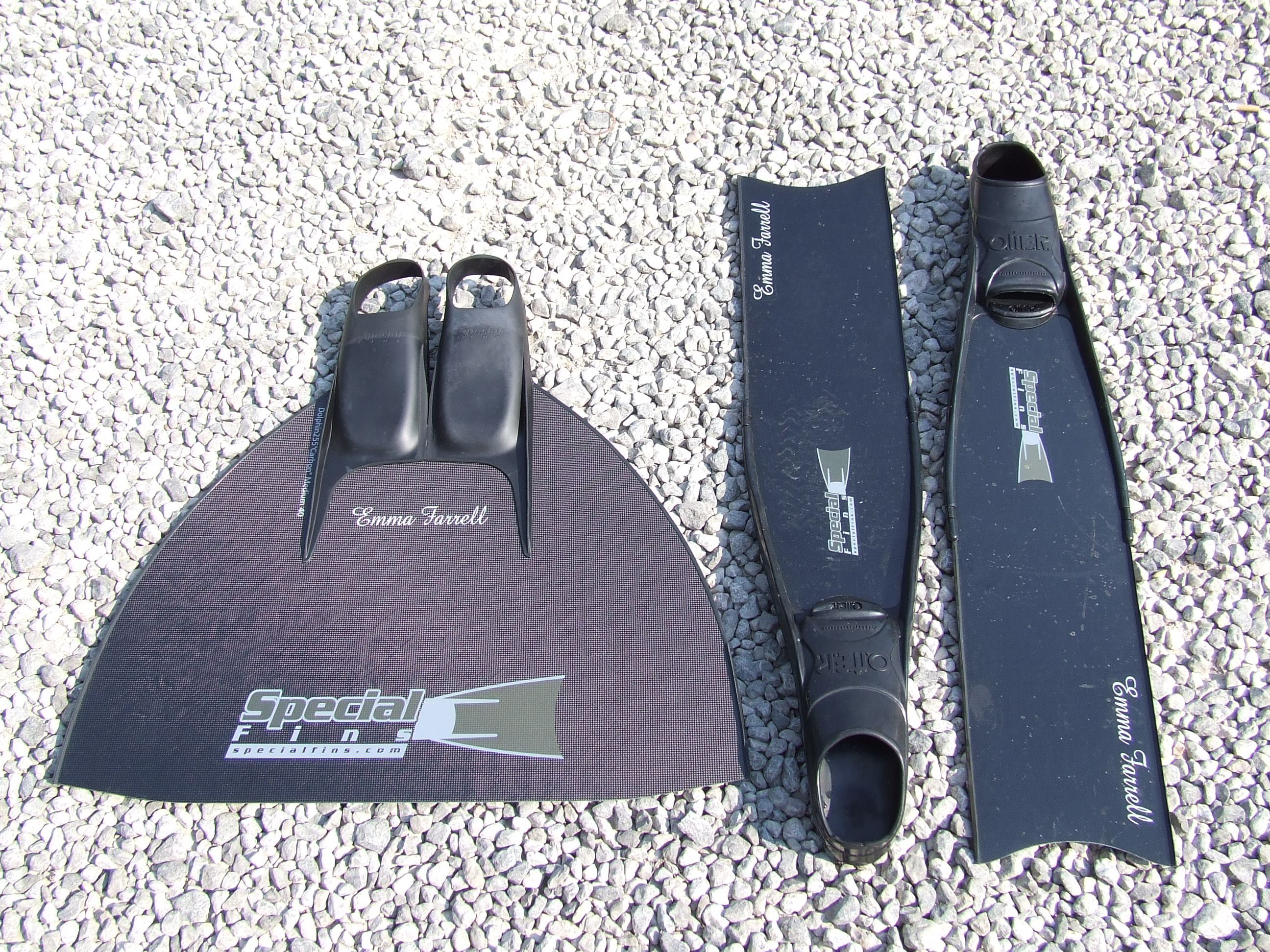
Ploutve na freediving

### Hloubkové disciplíny
Se dělí na další čtyři kategorie:

#### Konstantní zátěž (CWT, CNF)
(Anglicky Constant Weight), potápěči usilují o dosažení největší hloubky vlastními silami. K zanoření a vynoření mu nepomáhá žádné zařízení, jenom k orientaci a větší bezpečnosti slouží vodící lano, po kterém v této disciplíně nesmí ručkovat. Opět se dělí na potápění:
- s ploutvemi (CWT)
  - Alexey MOLCHANOV, Mexiko 2016-10-29, 129 m
  - Alessia ZECCHINI, Bahamy 2017-05-06, 102 m
- bez ploutví (CNF)
  - William TRUBRIDGE, Bahamy 2010-12-16, 101 m
  - Natalia MOLCHANOVA, Dahab, Egypt 2014-5-15, 70 m

#### Volný ponor (FIM)
(Anglicky Free Immersion), soutěží se v dosažení největší hloubky pomocí ručkování po laně
- William TRUBRIDGE, Long Island, Bahamas 2011-04-10, 121 m
- Sayuri KINOSHITA, Bahamy, 2018-07-26, 97 m

#### Variabilní zátěž (VWT)
(Anglicky Variable Weight), potápěči se snaží dosáhnout co největší hloubky za pomoci zátěže, vlastními silami se poté snaží vytáhnout na hladinu s pomocí lana.
- Stavros KASTRINAKIS, Kalamata, Greece, 2015-10-01, 146 m
- Nanja Van Den BROEK, Sharm el-Sheikh, Egypt, 2015-10-18, 130 m

#### Bez omezení (NLT)
(Anglicky No Limits), potápěči se snaží dosáhnout co největší hloubky pomocí zátěže, poté vystupují na hladinu pomocí lana a vztlakového zařízení (většinou vzduchového vaku).
- Herbert NITSCH, Spetses, Řecko 2007-06-14, 214 m
- Tanya STREETER, Turks a Caicos 2002-08-17, 160 m

## Rekreační volné potápění
Rekreační volné potápění je oblíbeným relaxačním sportem, většinou se pro něj užívá název šnorchlování, někdy je šnorchlování považováno za jeho součást. Většinou se jedná o plavání na hladině vody s maskou a šnorchlem, dýchací trubicí, která vyčnívá nad hladinu a umožňuje tak potápěči dýchat s hlavou ponořenou do vody a pozorovat tak prostředí pod hladinou.
Potápění a plavání pod vodou je také poměrně oblíbenou zábavou, za sport se ale považuje málokdy.

## Lov harpunou na nádech
Poměrně kontroverzním odvětvím volného potápění je lov harpunou na nádech. Potápěč loví ryby harpunou, využívaje přitom k potápění technik volného potápění. Jedná se o tzv. spearfishing. Vzhledem k tomu, že se harpunování ryb u nás považuje za neetické a hlavně za pytláctví, v ČR se neprovozuje. U moře je lov harpunou poměrně rozšířen, v některých zemích má mnohaletou tradici, existují dokonce soutěže v lovu harpunou.

## Osobnosti

### České osobnosti volného potápění
- Alena Konečná [1]
- Martin Štěpánek
- Dan Exner
- Jarmila Slovenčíková
- Radek Veverka
- Petr Vala
- Jana Oujezdská
- Martin Petrisko
- Barbora Ivanská
- Petr Zlatuška
- Jan Honysch
- Michal Rišian
- Petr Augusta
- Vendula Strachotová
- Gabriela Grézlová
- Martin Valenta
- David Vencl
- Kateřina Šuranská

### Zahraniční osobnosti volného potápění
- Francisco Rodriguez znám jako Francisco 'Pipin' Ferreras
- Umberto Pelizzari
- Natalia Molchanova
- Herbert Nitsch
- Guillaume Néry

## Historie

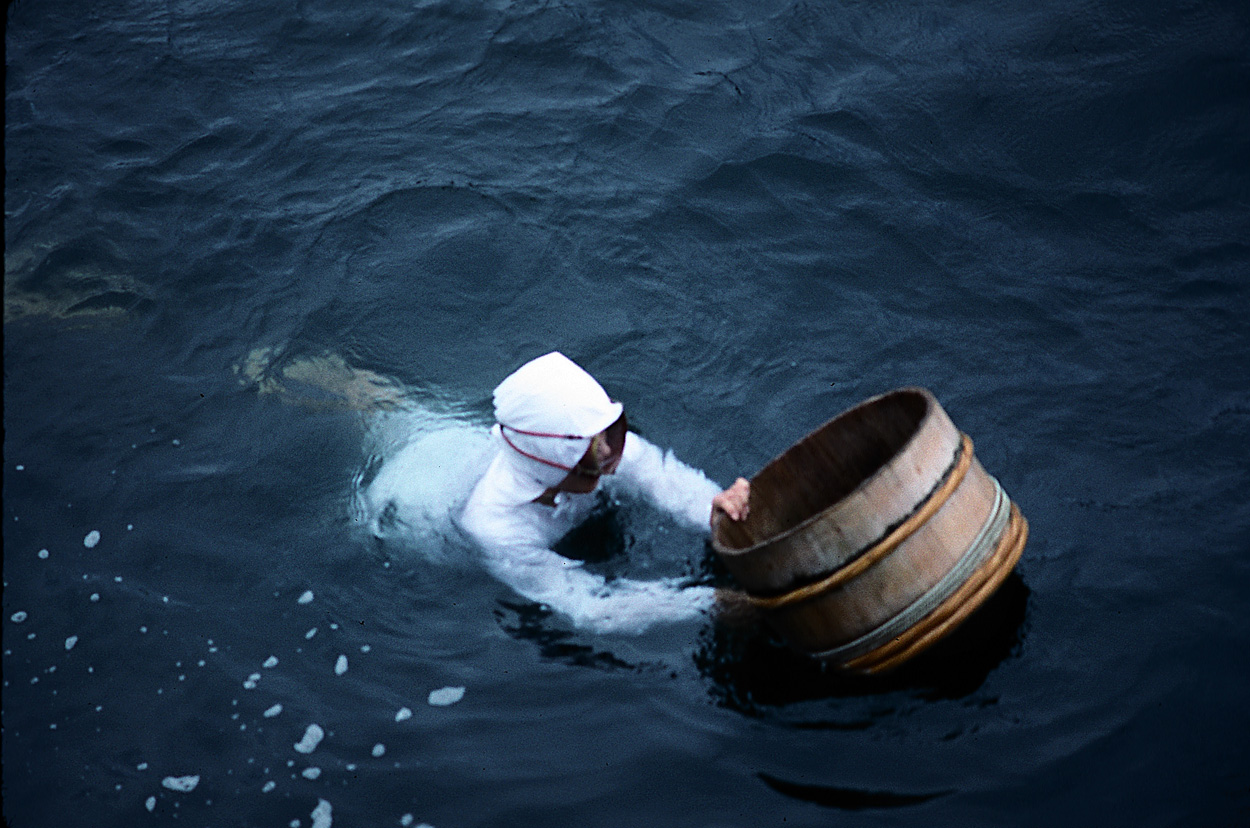
Potápěčka Ama

Freediving (Potápění v apnoe) je historicky nejstarším způsobem naplnění lidských snah o proniknutí pod hladinu vody. Už z dob před 4 500 lety př. Kr. se datují archeologické nálezy perel či mušlí, jež nebylo možné vylovit sítí, pouze sesbírat na mořském dně lidskou rukou. Z dob starověkého Řecka je známé nádechové potápění pro mořské houby, které měly od antických dob až do nedávné minulosti velkou cenu, než je nahradily porézní syntetické hmoty. Ale nejen Řekové v historických dobách intenzivně pronikali pod vodu. Marco Polo v zápiscích ze svých cest popsal potápěče schopné ponořit se na nádech do hloubky více než 20 metrů. Známé jsou potápěčské aktivity sběračů perlorodek ze souostroví Tuamotu, či potápějících se žen, známých Ama, sběraček perlorodek, krabů a jedlých mořských mušlí v Koreji a Japonsku, které se takto potápěly po 2 000 let, až do nedávné současnosti. Nádechové potápění se stalo kvůli minimálním ekonomickým nákladům rozšířenou rekreační volnočasovou aktivitou. V padesátých a pozdějších letech minulého století se nakonec začaly objevovat první experimenty s nádechovým potápěním do větších hloubek (Raimondo Bucher 30 m/1940, Enzo Maiorca 50 m/1962, Jacques Mayol 100 m/1976). Nádechové potápění do hloubky se nakonec prosadilo jako akceptovaná sportovní disciplína, která má svou mezinárodní organizaci (Association Internationale pour le Développment de l Apnée – AIDA)

## Zranění

### Ztráta vědomí při ponoru
Záměrné zvýšení frekvence a hloubky nádechů před ponořením může u nádechového potápěče navodit ztrátu vědomí pod vodou a následnou smrt utonutím.
Odborně se tato ztráta vědomí nazývá posthyperventilační hypoxická synkopa. Spontánní fyziologické dýchání je u člověka regulováno především rytmickou vzrušivostí respiračního centra, které je lokalizováno v retikulární formaci kaudální části prodloužené míchy (medulla oblongata). Toto centrum řízení dýchání je stimulováno změnami chemizmu arteriální krve, v níž vzestup pCO2 zvyšuje úroveň aktivity respiračního centra. Další senzory (chemoreceptory), informující respirační centrum o aktuálním chemizmu krve, se kromě prodloužené míchy nacházejí také v karotických a aortálních tělískách.
Když potápěč po předcházející hyperventilaci zadrží dech a navíc se v apnoe pohybuje pod vodou, dochází vlivem metabolických nároků organizmu k dalšímu poklesu pO2 a k současnému zvyšování pCO2 v krvi. Podíl pCO2 v krvi je v této situaci podstatně nižší v porovnání se stejnou situací bez předcházející hyperventilace. Tak může dojít ke vzniku paradoxní situace, kdy pCO2 v arteriální krvi dosáhne koncentrace dostatečné ke stimulaci respiračního centra až v době, kdy celý organizmus a především centrální nervová soustava CNS potápěče je už ve stavu pokročilého nedostatku kyslíku (hypoxie), která se projeví obvykle náhlou ztrátou vědomí.

### Dekompresní choroba
Syndrom nazývaný „syndrom taravana“ je popsán výskytem příznaků dekompresní choroby (decompression sickness – DCS), ale u potápěče v apnoe.
Historie popisu a vědeckého vysvětlení tohoto jevu má kořeny v polynéském souostroví Tuamotu. Zde se po celé generace uskutečňoval výlov perlorodek. Domorodý potápěč po hlubokém nádechu sestupoval ke dnu s použitím závaží uvázaného s košíkem na perlorodky na laně, pracovní hloubka ponoru byla 10–40 metrů, jednotlivý ponor trval 30–60 sekund, interval na povrchu mezi dvěma ponory s rozdýcháním na hladině byl 3–10 minut. Denní pracovní doba, se stávající z opakovaných ponorů, byla kolem šesti hodin. Na konci takového pracovního dne se až u 20 % domorodých nádechových potápěčů objevilo vertigo, nauzea či anxiozní stavy (vyskytly se také zrakové poruchy, ztráta sluchu někdy až paralýzy končetin se ztrátou vědomí a smrtí do dvou hodin po ukončení potápění). Při opakovaném ponořování se na nádech do větších hloubek jsou hrudník a plíce potápěče zvenku stlačované hydrostatickým tlakem vody, stejně je tedy komprimovaný i objem alveolárního vzduchu s příslušným nárůstem parciálních tlaků jednotlivých plynů. Parciální tlak dusíku v alveolárním vzduchu během sestupu a pobytu v hloubce krátkodobě narůstá, přičemž malá množství tohoto inertního plynu se rozpouštějí v krvi pulmonální mikrocirkulace. Když se tento proces zvyšování pN2 v alveolárním vzduchu periodicky a frekventovaně opakuje, za daných okolností dochází k postupné mikrosaturaci krve dusíkem, která je nakonec dostatečná na to, aby uvedený plyn pod přiměřeným tlakovým gradientem pronikl i do tkání, zpočátku do těch, které mají bohatší mikrocirkulaci. Při potápění do větších hloubek po dobu několika hodin dojde ke kumulaci dusíku v těle potápěče do té míry, že v těle může začít proces vytváření mikrobublin tohoto plynu v procesu opakovaných vynořování. U takto hyperbaricky exponovaného jedince jsou za uvedených okolností vytvořeny vhodné biofyzikální podmínky pro manifestaci různých příznaků dekompresní choroby, včetně těch nejtěžších (paralýza, smrt).

## Freediving v kultuře
- Film Magická hlubina, režie Luc Besson, 1988.[3] Film zachycuje fiktivní příběh dvou skutečných freediverů – Enza Maiorky a Jaquese Mayola.
- Film Magická hlubina 2
- Kniha Smrtící hlubina, napsal Francisco Rodriguez ('Pipin' Ferreras).
- Herbert Nitsch – Na nádech za hranice možností, dokument (F) 2011
- Nejhlubší nádech - dokument Netflix, 2023[4] Rekordmanka v potápění bez kyslíku Alessia Zecchini a jistící potápěč Stephen Keenan dají v sázku všechno, aby se zapsali do historie tohohle extrémního sportu.